# El Banco (centro clandestino de detención)
El Banco fue la denominación que recibió un centro clandestino de detención en Argentina, de la dictadura autodenominada Proceso de Reorganización Nacional.
Funcionó entre fines de 1977 y mediados de 1978 y estaba ubicado en la actual Brigada Femenina XIV de la Policía de la Provincia de Buenos Aires, a unos doscientos metros de la intersección de la Autopista General Ricchieri y el Camino de Cintura (RP4), en La Matanza, Provincia de Buenos Aires a pocos metros del Puente 12.  Se habilitó cuando las obras de construcción de la autopista 25 de Mayo hicieron necesaria la demolición del Club Atlético, que estaba ubicado en el cruce de esta autopista con la avenida Paseo Colón en la ciudad de Buenos Aires. Parte de los prisioneros del Club Atlético fueron llevados al Banco.
Allí operaban represores pertenecientes a los servicios de inteligencia de la Policía Federal, a los Grupos de Tareas 1, 2, 3 y 4 y al FTE. tenía unos 50 calabozos, a los que los represores denominaban "tubos" y tres salas de tortura. Había además una "leonera" o celda colectiva.
Actualmente funciona allí la XI Brigada Femenina de la Policía de la Provincia de Buenos Aires.